# Linda Alpiger
Linda Alpiger (Wildhaus, 4 aprile 1977) è un'ex sciatrice alpina svizzera.
É sorella di Ella, a sua volta sciatrice alpina.

## Biografia
Attiva in gare FIS dal dicembre del 1994, la Alpiger esordì in Coppa Europa il 1º febbraio 1996 a Innerkrems in discesa libera (47ª) e in Coppa del Mondo il 28 novembre 1998 a Lake Louise nella medesima specialità (54ª). Nel massimo circuito internazionale ottenne il miglior piazzamento il 2 marzo 2002 a Lenzerheide ancora in discesa libera (37ª), sua ultima gara in Coppa del Mondo. Si ritirò al termine della stagione 2002-2003 e la sua ultima gara fu uno slalom speciale FIS disputato il 13 aprile a Sils im Engadin, chiuso dalla Alpiger al 20º posto; in carriera non prese parte a rassegne olimpiche o iridate.

## Palmarès

### Coppa Europa
- Miglior piazzamento in classifica generale: 43ª nel 2002

### Campionati svizzeri
- 1 medaglia:
  - 1 argento (supergigante nel 2003)